# حسل (السبرة)

تعديل مصدري - تعديل

حسل هي إحدى قرى عزلة مطاية بمديرية السبرة التابعة لمحافظة إب، بلغ تعداد سكانها 457 نسمة حسب تعداد اليمن لعام 2004.